# 2-я Прядильная улица
2-я Пряди́льная улица — улица в Восточном административном округе города Москвы на территории района Измайлово.

## Происхождение названия
Название дано в 1949 году в честь расположенной рядом Измайловской прядильно-ткацкой фабрики.

## Описание
Улица является продолжением на юго-запад Измайловского бульвара, при этом она имеет одностороннее движение с запада на восток (как на соответствующей ей половине бульвара). Вместе с 3-й Прядильной они образуют равнобедренный треугольник с Измайловским проездом в качестве основания. Проходит от Измайловского проезда до 3-й Парковой.

## Транспорт
К югу от улицы находится станция метро «Измайловская», к юго-востоку — «Первомайская». Рядом с её пересечением с Никитинской улицей находится остановка «2-я Прядильная улица» автобусных маршрутов № 34, 34к и 634.
В 80-х годах временно из-за ремонта контактной сети по 2-й Прядильной ходил троллейбус. На данный момент контактная сеть снята, но осталось два кронштейна на столбах в районе дома 4.

## Примечательные здания и сооружения
На улице расположен 21 дом.
- № 6 — кожно-венерологический диспансер, (ГБУЗ «Московский Центр дерматовенерологии и косметологии», филиал «Первомайский»).

Измайловский проезд дом 12 на пересечении со 2-й Прядильной — Центр циркового искусства (ЦЦИ).